# Kostely na Chiloé
Kostely na Chiloé jsou dřevěné kostely vystavěné na souostroví Chiloé v chilském regionu Los Lagos, které vznikaly od 17. století. Na seznamu světového dědictví figuruje 16 z nich. Kostely mají podobné architektonické schéma a formu. Jejich zachovalost i přes vlhké nepříznivé klima svědčí o vynikající zručnosti zdejších tesařů, kteří chrámy vystavěli.

## Historie
Souostroví Chiloé začali kolonizovat Španělé v polovině 16. století. Spolu s prvními osadníky a průzkumníky přicházeli i církevní hodnostáři z řádů františkánů a mercedariánských rytířů, aby evangelizovali místní indiánské obyvatelstvo kmenů Chono a Huilliche. Nicméně až jezuité, kteří přišli v roce 1608, zásadním způsobem zformovali způsob organizace evangelizace, který se stal pro toto souostroví charakteristický. Jezuité byli v roce 1767 vyhnáni ze Španělska a jeho kolonií, evangelizační činnost po nich následně převzali františkáni.
Přírodní charakteristiky souostroví vytvářely specifické podmínky pro conquistu, kolonizaci a evangelizaci: ostrovní oblast a roztroušenou indiánskou populací, přirozená komunikace po moři, relativní nedostatek přírodních zdrojů, ale naopak bohaté zásoby dřeva.
Jezuité použili pro evangelizaci systém pohyblivých misijních výprav. Skupina kněží pravidelně obeplouvala souostroví a vždy se na několik dní zdržela v dané osadě s kaplí či chrámem. Po zbytek roku spravoval „farnost“ zaučený místní laik (tzn. nekněz). Kaple a chrámy vždy stavělo zdejší společenstvo věřících společně s misionáři. Podobně jako kostely v Chiloé, celá kultura souostroví jsou výsledkem mezikulturního kontaktu a hlubokému prolnutí mezi domorodou kulturou a evropskou.

## Galerie

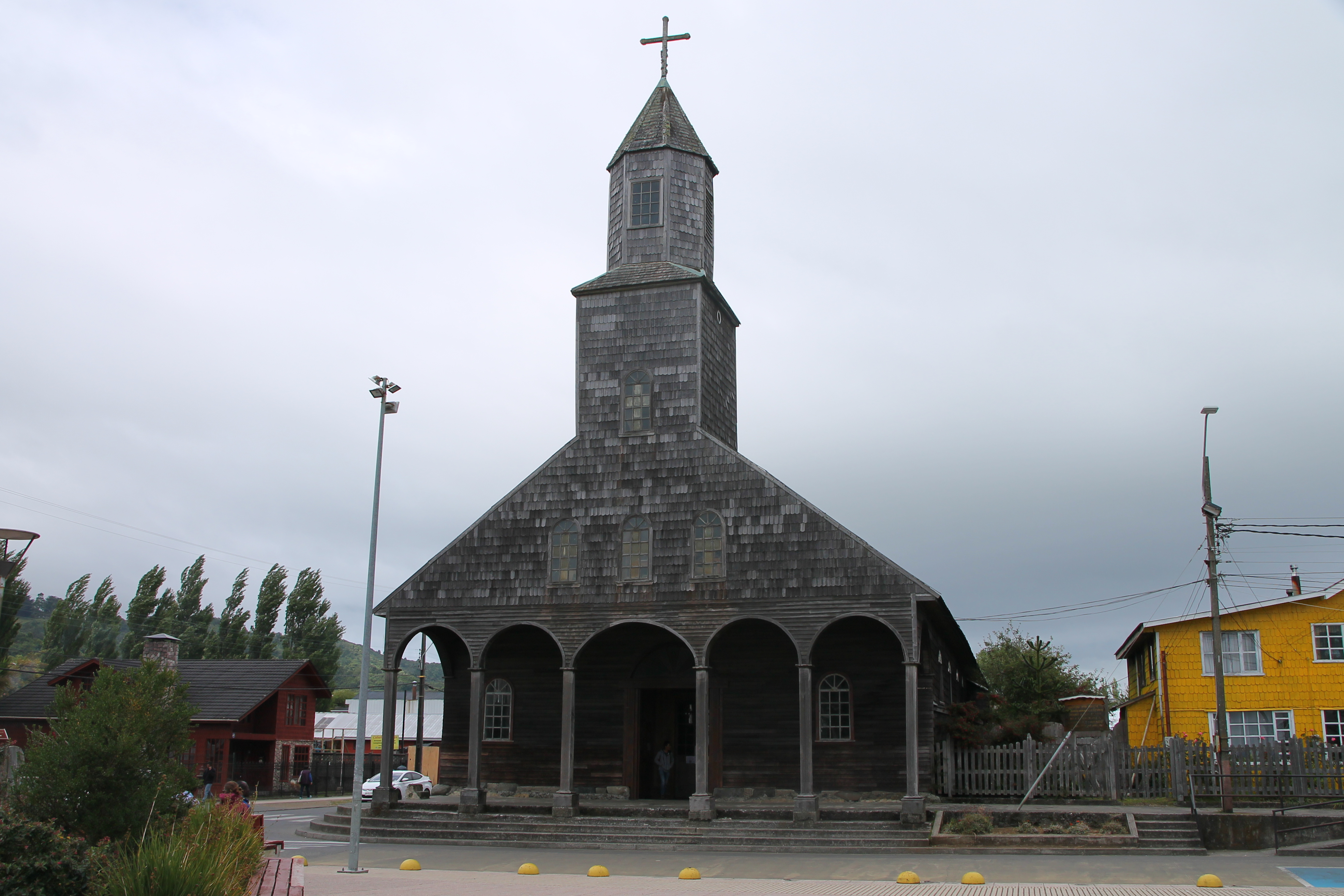
Kostel Panny Marie Loretánské v Achau (Iglesia Santa María de Loreto de Achao)
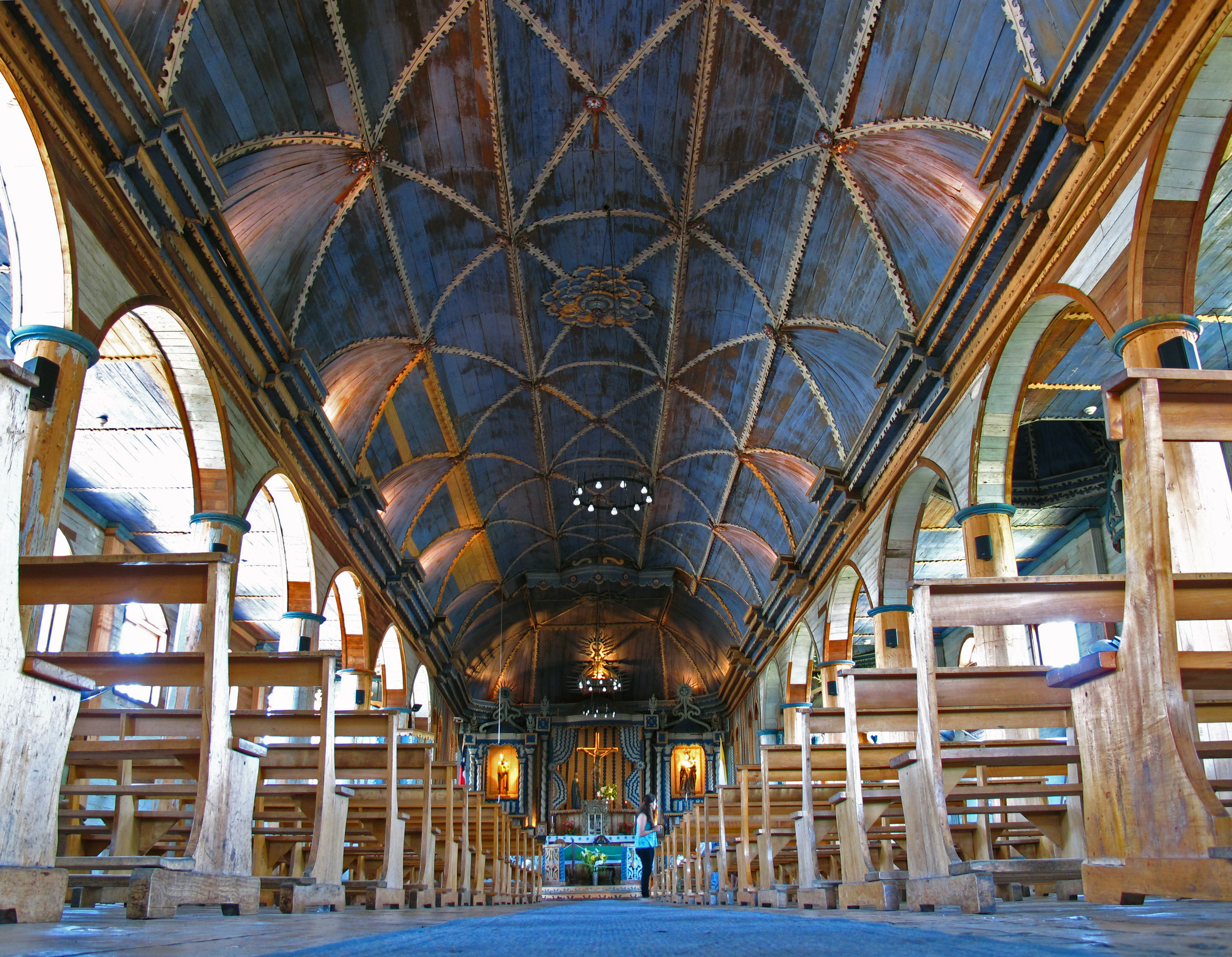
Kostel Panny Marie Loretánské v Achau
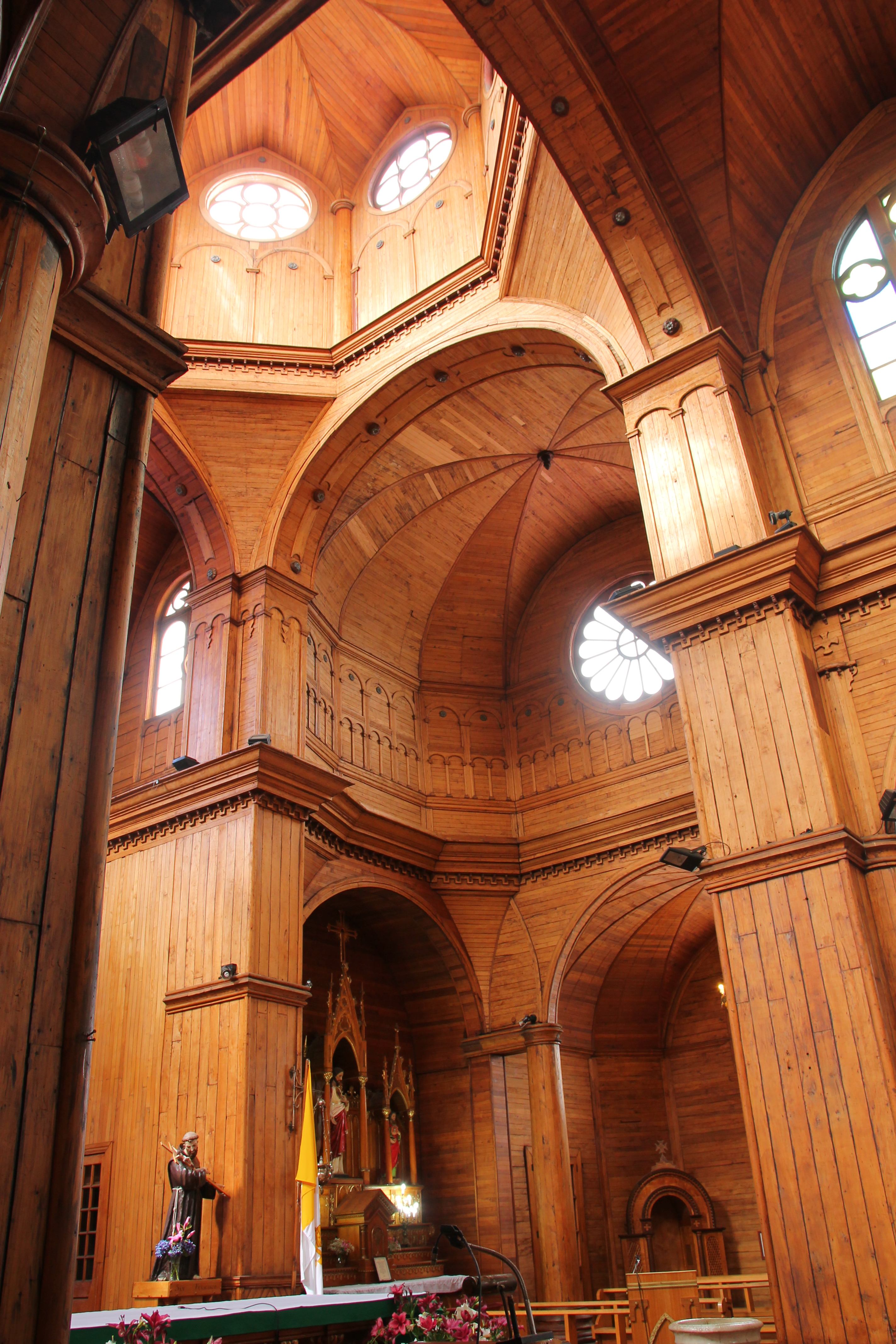
Kostel sv. Františka v Castru (Iglesia San Francisco de Castro)
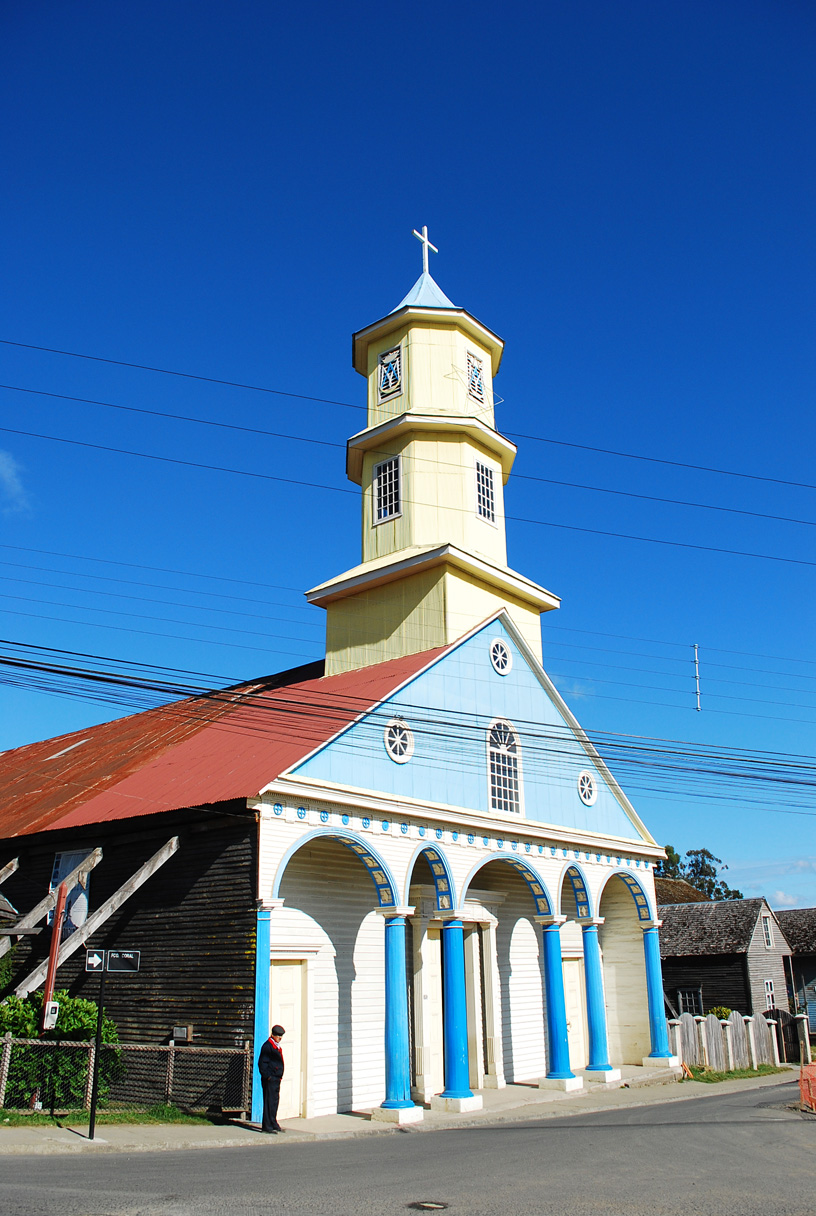
Kostel sv. Karla Boromejského
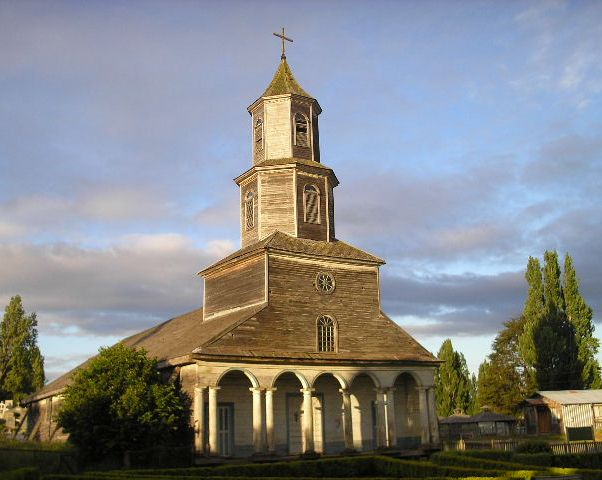
Kostel Panny Marie Prostřednice všech milostí v Nercónu (Iglesia Nuestra Señora de Gracias de Nercón)
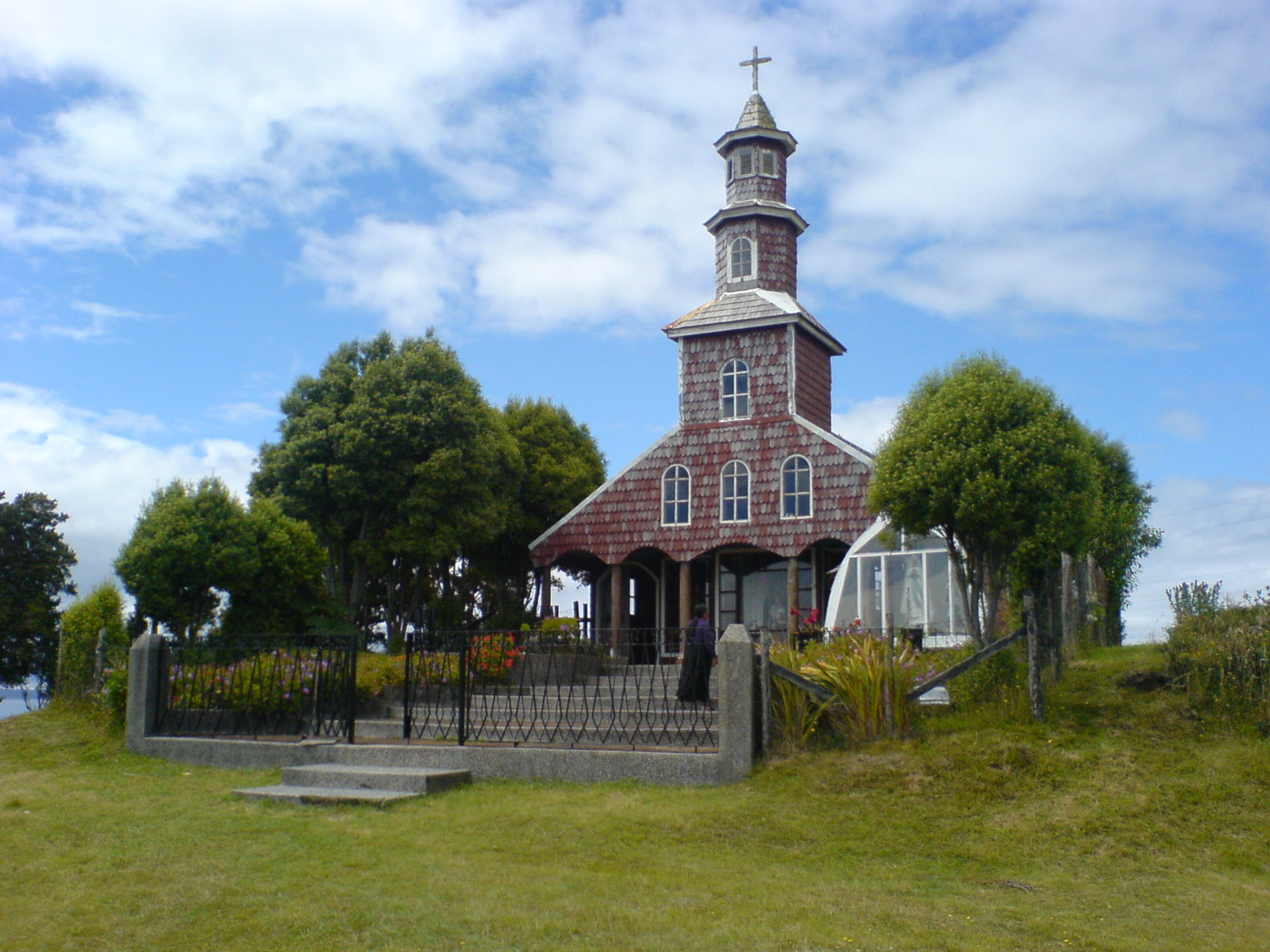
Kostel v Chacau
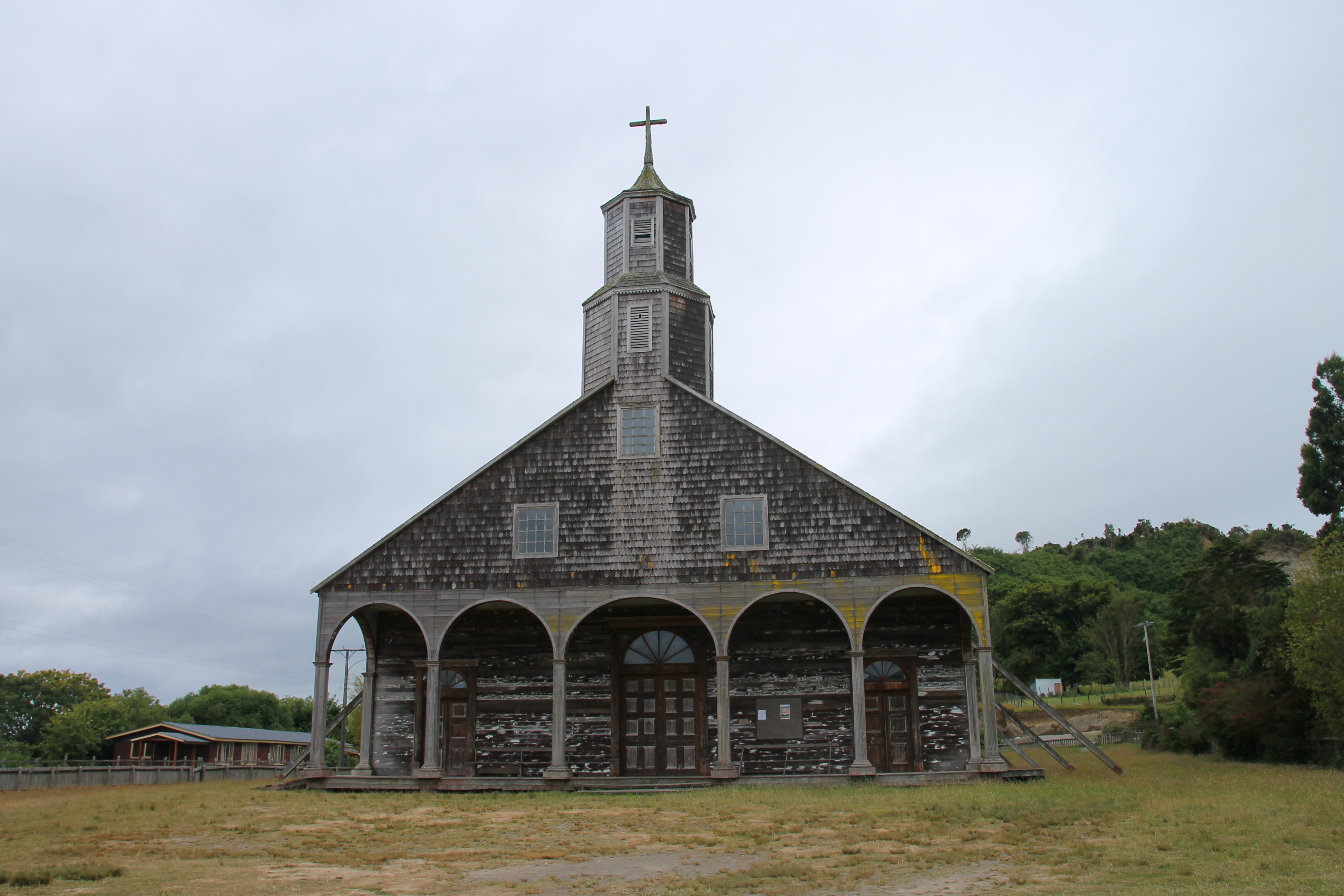
Kostel v Quinchau